# SABMiller
SABMiller (South African Breweries-Bavaria Brewery-Miller Brewing) byla do 10. října 2016 - po společnosti Anheuser-Busch InBev - druhou největší pivovarskou skupinou na světě. Firma pod tímto názvem vznikla v roce 2002 po spojení jihoafrického pivovaru South African Breweries a americké společnosti Miller Brewing. V roce 2005 se skupina spojila ještě s Bavaria Brewery. Společný koncern přenesl své sídlo do Londýna. Jeho akcie byly obchodovány na tamní burze (London Stock Exchange), přičemž byly jejich kurzovní pohyby započítávány do tvorby vůdčího britského indexu FTSE 100. Firmu převzal 10. října 2016 koncern Anheuser-Busch InBev, čímž zanikla.

## Historie a postavení na světovém trhu
V roce 2002 se jihoafrická společnost South African Breweries sloučila s firmou Miller Breweries z USA. Tím byl vytvořen jihoafricko-americký koncern SABMiller, který pak měl centrálu v Londýně. Byla to tehdy druhá největší akciová společnost na světě, zabývající se vařením piva. Měla dominantní postavení na trzích v Africe, Severní Americe, Střední a Východní Evropě. V Česku ovládala nadpoloviční část trhu prostřednictvím akciové společnosti Plzeňský Prazdroj, jejímž byla 100 % vlastníkem. Nejvýznamnějším akcionářem samotné skupiny SABMiller byl tabáčnický koncern Altria Group s podílem 27 %, který v minulosti působil pod názvem Philip Morris Companies Inc.
V průběhu roku 2015 se objevily zprávy, že o koupi celé společnosti SABMiller projevil zájem americko-belgický koncern Anheuser-Busch InBev (zkráceně AB InBev). Tento největší pivovarský koncern světa sestává z belgického InBevu a celosvětově známého podniku Anheuser Busch z USA. AB InBev nabízel akcionářům SABMiller postupně až 42 anglických pencí za jednu akcii, což by rezultovalo v kupní cenu 104 miliard dolarů za celou společnost. Dozorčí rada SABMiller se tomuto převzetí dlouho bránila resp. požadovala 45 pencí za akcii, čímž by se prodejní cena společnosti zvýšila na celkem 111 miliard dolarů. Velkoakcionář společnosti SABMiller, tabáčnický koncern Altria Group, však byl převzetí brzy nakloněn.
Ve středu 14. října 2015 měla vypršet lhůta daná akcionářům SABMiller podle britského práva k tomu, aby se vyjádřili k nabídce převzetí skupinou AB InBev. Tato společnost prohlásila ve čtvrtek 8. října 2015, že vyjádření dozorčí rady konkurenta o nedostatečnosti této nabídky a podcenění hodnoty akcií SABMiller „postrádá důvěryhodnost“. Zároveň koncern AB InBev apeloval na akcionáře SABMiller, aby se k jeho nabídce zavčas vyjádřili. Aby akcionáře SABMiller získal na svou stranu, zvýšil koncern AB InBev v pondělí 12. října 2015 svou nabídku ceny za jednu akcii na 43,50 anglických pencí. Důležití velkoakcionáři SABMiller (kromě tabáčnického koncernu Altria), především miliardářská rodina Santo Domingo z Kolumbie, britská finanční skupina Aberdeen a jihoafrický státní fond PIC, zůstávali v ten den ke zvýšené nabídce ještě skeptičtí. Po dalším zvýšení ceny za akcii na 44 pencí v noci téhož dne však změnili svůj názor.
Během úterý 13. října 2015 bylo oznámeno, že sloučení obou pivovarnických skupin bylo dohodnuto. Kupní cena za všechny akcie SABMiller byla podle zpráv 99 miliard eur, při zohlednění zároveň přebíraných dluhů více než 110 miliard eur. Svým finančním objemem byla tato megafúze třetí největší ve světových hospodářských dějinách. Po sloučení měla vzniknout pivovarská společnost, která by vařila skoro třetinu piva na celém světě (obě slučované společnosti měly v roce 2014 celkový podíl 30,6 % na světovém výstavu piva). Součástí této transakce byl Plzeňský Prazdroj. Po zásahu úřadů EU však musel AB InBev část získaných pivovarnických kapacit prodat jiné společnosti, což postihlo mj. právě Plzeňský Prazdroj. Novým majitelem Prazdroje se stala největší japonská pivovarnická skupina Asahi Breweries, Ltd. se sídlem v Tokiu.

## Značky piva společnosti SABMiller

### Značky, které přešly zánikem firmy na Anheuser-Busch InBev
- Bavaria
- Castle Lager
- Castle Lite
- Castle Milk Stout
- Carling Black Label
- Hansa Pilsner
- Henry Weinhard
- Leinenkugel's
- Miller Chill
- Miller Genuine Draft
- Miller High Life
- Miller Lite
- Pilsener of El Salvador
- Birra Peroni
- Nastro Azzurro
- Redds
- Sparks
- Steel Reserve

### Značky prodané kvůli antimonopilním úřadům
- Gambrinus
- Pilsner Urquell
- Radegast
- Šariš
- Ursus
- Tyskie, Żubr, Lech
- Velkopopovický Kozel